# Locunolé
Locunolé település Franciaországban, Finistère megyében. Lakosainak száma 1166 fő (2022. január 1.). Locunolé Arzano, Guilligomarc’h, Querrien és Tréméven községekkel határos.

## Népesség
A település népességének változása:
| Lakosok száma | 852  | 836  | 875  | 950  | 1139 | 1152 | 1154 | 1158 | 1167 | 1166 |
|               | 1968 | 1982 | 1990 | 2006 | 2013 | 2015 | 2017 | 2019 | 2020 | 2022 |